# Norrby gård, Bromma
Norrby gård var en gård som etablerades på 1600-talet i stadsdelen Riksby i Bromma. Vid mitten av 1950-talet brann gården och revs med kringliggande byggnader. Gården låg på den plats där senare Pripps bryggeri byggdes. Det var 1970 som Pripps utlokaliserade sin verksamhet i Stockholm och flyttade till lokaler i Bromma. Mellan 2006 och 2023 var stormarknadsbutiken City Gross inrymt i de före detta bryggerilokalerna. 

## Historik

### Den nyanlagda gården Norrby

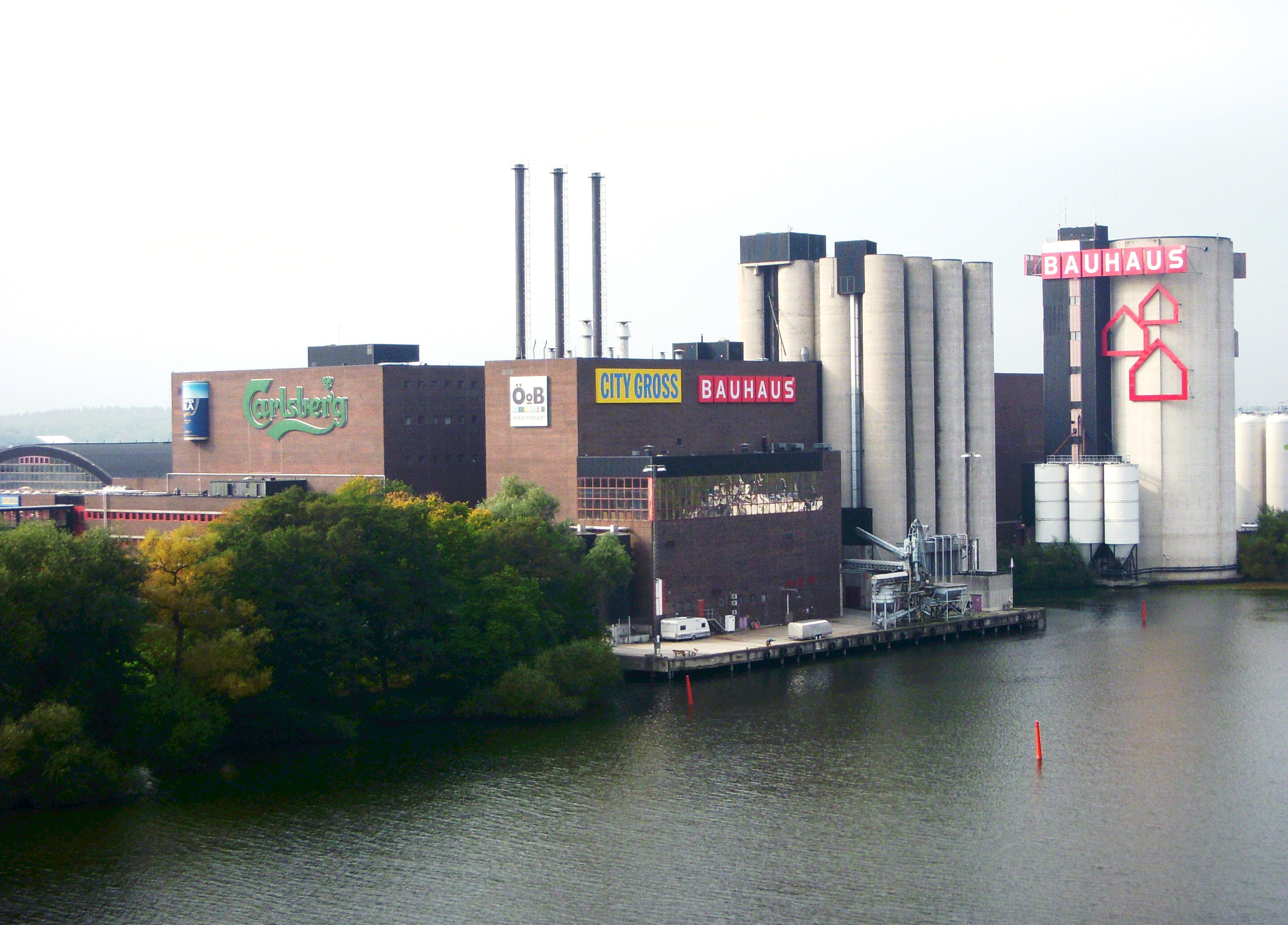
AB Pripps bryggerier låg vid Bällstaviken på platsen för Norrby gård.

Då Linta by avhystes och raserades under 1600-talets senare hälft byggdes Norrby gård vid Bällstaviken och gården blev en frälsegård under Ulvsunda. 1½ hemman av de närmast Ulvsunda belägna ägorna lades under Ulvsunda och brukades med dess "afwel och folk". Av de övriga ägorna, "som längst ifrån Byn warit belägna och ey medh någon sehrdheles Nytta kunnat medh gården för dess aflägsenheet brukas", lades så stor del, som ansågs motsvara 1 mantal, under en nyanlagd gård Norrby. Återstoden förenades med Glia frälsehemman, som därigenom kom att bestå av ½ mantal. Över Linta by upprättades den äldsta lantmäterikartan år 1710 av Lars Kietzlingh. Lantmätaren Lars Kietzlingh finns omnämnd i Stockholm som lantmätare från tidigast 1702. Lars Kietzlingh var löjtnant och extra ordinarie lantmätare i Stockholms län i början på 1700-talet. Vid tiden då kartan över Linta by upprättades var byn avhyst, men enligt beskrivningen till en senare karta låg byn mellan humlegården och berget. Det är ovisst om de tre gårdarna inbördes legat såsom kartan visar. En arkeologisk undersökning av backsluttningen söder om gravfältet skulle sannolikt ur flera synpunkter bli mycket givande. Den nyanlagda gården Norrby, som finns med på Kietzlinghs karta, kan knappast ha existerat samtidigt med Linta by, som den delvis ersatte. Linta kvarn och mjölnarstugan har sannoligt även de kommit till först i och med byns raserande. I området finns också en husgrundsterrass som kan vara förhistorisk eller ha varit ladugård som tillhört Norrby gård ca 100 meter nordväst om terrassen. Terrassen är belägen i Ulvsunda industriområde nära Pripps fabrik intill bron över Ulvsundasjön. Dessutom finns en rund stensättningsliknande bildning, som är undersökt och belägen inom Lintas ägogräns. De fanns på numera Pripps idrottsarena på Ulvsunda industriområde. Norrby gård påstås ha varit jaktslott åt drottning Kristina. Eftersom gården låg vackert på en höjd ovanför Bällstaviken var det säkert en plats för de kungliga att besöka. Sannolikt har gården byggts om flera gånger.

### Husgrundsterrasser
Norrby gård kan ha en föregångare från järnåldern. Det finns en stor husgrundsterrass högst upp på berget norr om Huvudstaleden och nära bron. Den kan vara förhistorisk eller ha varit en ladugård, tillhörig Norrby gård, enligt Fornminnesregistret, men den kan dock snarare vara en förhistorisk. Norrby husgrundsterrass liknar mycket platåhuset i Karsvik i Norra Ängby. Nils Ringstedt anser det dessutom mindre troligt att en ladugård skulle läggas uppe på ett berg svårtillgänglig från Norrby gård. Terrassens norra och östra sida ligger ovanför branta bergssidor. Husgrundsterrassen är byggd av stora stenar och är 24 x 8 meter samt 0,3-0,6 meter hög.
Ett litet vikingatida gravfält ligger strax söder om husgrundsterrassen och nästan under bron som går över till Solna. Det gravfältet är från yngre järnålder och är beläget inom Lintas ägogräns, men strax intill Ulvsundasjön vid Ulvsunda industriområde och 10 meter söder om bron över Ulvsundasjön. Söder om gravfältet finns en mindre terrass, möjligen är det plats för husgrund (’’RAÄ 26’’). Strax väster om husgrundsterrassen har dessutom två helt utgrävda gravfält funnits (’’RAÄ 21’’ och ’’RAÄ 23’’). Här lämnas uppgift om gravfält från yngre järnålder, ett med 31 anläggningar, huvuddelen flacka stensättningar, som är undersökt, samt ett gravfält med 2 registrerade högar, 11-2 meter i diameter och 6 runda stensättningar samt 2 skeppsformiga stensättningar. När det senare gravfältet utgrävdes påträffades ytterligare 3 anläggningar. Båda dessa gravfältet är belägna inom Lintas ägogräns och tillhör numera Ulvsunda industriområde. Vissa gravar hade ett rikt gravmaterial. Där dessa gravar har legat går idag Huvudstaleden och där finns en parkeringsplats. Ett par stensättningar har legat i närheten av terrassen. Vid Bryggerivägen har en hög från yngre järnålder undersökts och där hittade man boplatsrester under högen.
Att dessa fornlämningar finns här kan tyda på att en bebyggelseenhet kan rekonstrueras vid Norrby vid övergången mellan Ulvsunda och Bällstaviken, enligt framlidne professor emeritus Åke Hyenstrand (1939-2007). Det lilla gravfältet RAÄ 26 kan peka på en tredje bebyggelse inom Linta-området, enligt framlidne arkeologen Anders Brobergs (1953-1997) uppfattning. De andra är själva Linta by, men också en bebyggelse i södra delen av nuvarande industriområdet.

### Gården under Ulvsunda säteri från 1670
Norrby gård upphörde omkring år 1670 att tillhöra Linta by, enligt lantmäteriförrättning år 1710. Gården byggdes inom Lintas bygräns. Då blev den betraktad som helt hemman och sedan som 5/8 frälse under Ulvsunda säteri. Först i reduktionsjordeboken år 1686 nämns Norrby som helt frälsehemman. Redan då kan det ha varit en gammal gård. I slutet av 1700-talet bodde en arrendator i gården. 1789 års karta visar endast två byggnader vid "Norrby Frälse Hemman" nära stranden. Arrendatorn ska ha bebott det mindre huset. Det blev senare gårdens trädgårdsmästarbostad.
En låg tvåvånings, röd villa "med vita knutar och brutet tak" låg väster om huvudbyggnaden. Den kan ha varit bostad för anställda. Ladugård och stall låg längre västerut. Även en bagarstuga fanns. Sedan år 1794 kan statare ha bott i stugan.
Norrby gård svarade tillsammans med Riksby gård och Nora gård för båtsmanstorpet, som heter Norrby båtsmanstorp. Det byggdes i slutet av 1700-talet för Riksby rote. Norrby båtsmanstorp är det enda kvarvarande båtsmansstorpet i Bromma och det lydde under Ulvsunda säteri.

### 1900-talet
I början av 1900-talet var "den stora huvudbyggnaden, ibland kallad slottet, vitrappad och hade svart plåttak". Huvudbyggnaden hade tvåvåningar med terrass och glasveranda mot sjön. Området köptes på 1940-talet av AB Separator, det som senare blev Alfa-Laval. Senare sålde företaget området till AB Stockholms Bryggerier. Gården med kringliggande byggnader revs vid mitten av 1950-talet efter att gården hade brunnit. År 1970 byggde Prippsbryggerierna en fabrik på platsen för Norrby gård och därefter övertog den danska bryggerikoncernen Carlsbergs bryggerier (Carlsberg A/S) byggnaden. I de före detta bryggerilokalerna låg stormarknadsbutiken City Gross mellan 2006 och 2023. Mellan sjön och industribyggnaderna syns idag gräsbevuxna ytor. På dessa gräsmattor finns fruktträd, de är antagligen rester av Norrby gårds trädgård.